# 西遊記 (1993年のテレビドラマ)
西遊記は、1993年3月28日に放送された、日本テレビ開局40年記念に制作されたドラマである。

## 概要
国際放映が製作した堺正章のシリーズのリメイク作品で、三蔵法師は同様に女優が演じている。宮沢りえの破局会見後初のドラマ出演作としても話題になったが、製作元が国際放映から松竹に変わり、撮影もフィルムからビデオに変更された。
放送時間は20時2分 ‐ 22時54分であり、この日は日曜日のため、20時54分の『NNNニューススポット』は2時間繰り上げ、20時の『天才・たけしの元気が出るテレビ!!』、21時の『知ってるつもり?!』、22時の『オシャレ30・30』、22時30分の『笑撃的電影箱』はすべて休止。視聴率は26.9パーセント（瞬間最高33.9パーセント）（関東地区・ビデオリサーチ調べ）を獲得。好評のため、翌年に連続ドラマとして唐沢寿明・牧瀬里穂主演で『西遊記』が製作された。ビデオはバップからメイキングを映像特典にしたものが1994年に発売されていた。
旧シリーズが三蔵法師をあくまで美男子として描き通したのに対し、今作は女性の美しさを持つ男性でなおかつ、悟空の初恋の少女に似ているという設定にされている。そのため、男性であるはずの三蔵（実際は孫悟空が変身した姿）に猪八戒が体を迫ろうとするシーンがある。
悟空、八戒、悟浄は元は人間だった者が落ちぶれて妖怪の姿になった設定に変更されている。孫悟空は神通力を持ったが高慢なため猿に。猪八戒は、村の村長が妖怪の誘惑によって村を没落させて豚に。沙悟浄は、夢を見失った秀才が妖怪の誘惑により人殺しを重ねて河童にという設定である。
最強の敵は金角大王。旧作では改心するみこみのある妖怪以外は殺していたが、本作品では殺生はしてはならないという三蔵の信条により、金角大王とその息子の銀角大王は瓢箪に封印され、それ以外の妖怪は二人が封印された後、逃げ去ったので、敵も味方も誰1人死んでいない。ただし、三蔵の所持品を強奪し、お供の二人を殺した山賊は後に悟空によって殺害された。

## 登場人物・キャスト
孫悟空 - 本木雅弘
三蔵の一番弟子。本来は人間のガキ大将（原作と前作では石から生まれた石猿）で、子供の時から頭が良く、様々な術を体得して、混世魔王との戦いで如意棒を得る。しかしながら、高慢さのために猿になる。筋斗雲に乗って釈迦に勝負を挑むが、負けを認めなかったために五百年間、五行山に封印されてしまう。三蔵に解放されて緊箍児を頭にはめられて以降、天竺までの旅のお供をすることになる。高慢な性格で人を馬鹿にしたような態度を取るが、本来は観世音菩薩の言うように義侠心の強い持ち主でどのような状況に置かれても決して挫けず、師匠であり自分の初恋の少女の面影を持つ三蔵のことをいつも心配している。
玄奘三蔵法師 - 宮沢りえ
長安で人間に化けた銀角大王と白麗の正体を見破ったことから、太宗皇帝の信頼を得た旅の僧。観世音菩薩のお告げにより、天竺まで取経の旅に出ることを決意し、皇帝から三蔵法師の法名を与えられる。旅の途中で悟空、八戒、悟浄をお供にする。人間に化けた妖怪の正体をばらす法力を持ち、銀角大王、白麗、金角大王の正体を見破った。また醜い妖怪の姿と化した悟空、八戒、悟浄の姿を出来る限り人間に近い姿に戻す力も持つ。釈迦に対する信仰心は強く、見たこともない釈迦の顔を実物に近い形で想像出来るほどである。「殺されても殺すな」という無殺生の精神が信条。男性であるにもかかわらず、女性のような美しさと色気を持つ。悟空の初恋の少女に似ている。
猪八戒 - 河原さぶ
三蔵の二番目の弟子。元々は豊かな村の村長であったが、銀角大王と白麗の誘惑に乗って、村を没落させてしまった。その代償として、自身も醜い豚の妖怪になってしまう。観世音菩薩のお告げにより、三蔵の弟子となり、人間に近い姿に戻ると同時に猪八戒の名前も与えられた。しかし、女好きな部分だけは直らず、きっかけ一つですぐに醜い姿に戻ってしまう。江戸っ子口調で調子の良い性格で前作同様、熊手を武器に戦う。
沙悟浄 - 嶋田久作
三蔵の三番目の弟子。元は沙水浄という名の長安のエリート学生だったが、銀角大王と白麗の誘惑に乗って、人殺しを重ねて醜い河童の妖怪になってしまった。観世音菩薩のお告げにより、三蔵の弟子となり、頭の皿以外が人間に近い姿に戻ると同時に沙悟浄の名前も与えられた。前作よりも控えめで大人しい性格で女性に弱い。前作同様、宝杖を武器に戦う。
- 白麗 - 宮崎ますみ
- 金角大王 - 白竜
- 白骨夫人 - 桐島かれん
- 銀角大王 - 高知東生
- 太宗皇帝 - 夏木陽介（特別出演）
- 観世音菩薩 - 八千草薫
- 釈迦の声 - 常田富士男
- ナレーター - 竹中直人
- 本田理沙、宮坂ひろし、桝川譲治、掛田誠、牧野友美、大滝明利、松岡稜士、所博昭　ほか

## スタッフ
- 監督：和泉聖治
- 脚本：柴英三郎
- 音楽：寺田十三夫
  - 主題歌：B'z「愛のままにわがままに 僕は君だけを傷つけない」
- 撮影：東原三郎
- 照明：淡路俊之
- 美術：部谷京子
- 録音：瀬川徹夫
- VE：入山達彦
- 編集：福田憲二
- 記録：桧垣久恵
- 助監督：井上文雄、城本俊治、張加貝、麻生学
- 選曲：合田豊
- 音響効果：倉橋静男（サウンドボックス）
- 特殊メイク：原口智生
- 殺陣：二家本辰己
- ラインプロデューサー：三池崇史
- 特撮ユニット
  - 特撮スーパーバイザー：服部光則
  - 撮影：木所寛
  - 照明：林方谷、保坂芳美
  - 視覚効果：日本エフェクトセンター
  - 助監督：北浦嗣巳、勝賀瀬重憲、清水信宜、加来千秋
  - 操演：亀甲船（根岸泉）
  - CG：ポリゴン・ピクチュアズ
  - CG協力：日本SGI、ニューテック、島精機製作所
- 中国ユニット
  - 協力：上海市廣播電視局、東方明珠国際交流公司、日本航空
  - プロデュース：陳雙慶（CHAN, SHEUNG HING）
- 技術協力：ビデオフォーカス、ソニーPCL
- 装飾：京映アーツ
- スタジオ：大映スタジオ、生田スタジオ
- 企画：小杉義夫
- プロデューサー：小松伸生、鍋島寿夫、坂美佐子
- 制作協力：松竹、ライトヴィジョン、ライトヴィジョン・エンタテイメント
- 製作著作：日本テレビ